# Devries Glacier
Devries Glacier är en glaciär i Antarktis. Den ligger i Östantarktis. Australien gör anspråk på området. Devries Glacier ligger 822 meter över havet.
Terrängen runt Devries Glacier är varierad. Trakten är obefolkad. Det finns inga samhällen i närheten. 